# Élections constituantes de 1945 en Cochinchine française
Les élections législatives françaises de 1945 se déroulent le 21 octobre.

## Mode de scrutin
L'article 14 de l'ordonnance n°45-1874 du 22 août 1945 stipule qu'une ordonnance spéciale fixera les conditions de la représentation de la Fédération indochinoise à l'Assemblée Nationale Constituante ainsi que la date et les modalités des élections.
Dans les faits, la situation de guerre sur place empêchera toute future élection.